# Patrick Troughton
Patrick George Troughton (født 25. marts 1920 i Mill Hill, London, England, død 28. marts 1987 Columbus, Georgia, USA) var en alsidig og produktiv britisk skuespiller, som er mest kendt for at have spillet den anden Doktoren i science fiction-serien Doctor Who fra 1966 til 1969.